# Mouvement africain pour la nouvelle indépendance et la démocratie
Le Mouvement africain pour la nouvelle indépendance et la démocratie (MANIDEM) est un parti politique camerounais légalisé en 1995 – mais dont le dossier relatif à sa légalisation avait été déposé dès 1992 – et dirigé à plusieurs reprises par Anicet Ekane. Issu de l'Union des populations du Cameroun (UPC), il a d'abord porté le nom de « UPC-MANIDEM ».
MANIDEM était également le nom d'un autre parti politique camerounais, le Manifeste national pour l'instauration de la démocratie, lancé par l'UPC en 1974, sous la direction de Woungly-Massaga et Michel Ndoh.

## Historique

### Polémiques autour l'élection présidentielle camerounaise de 2025
Lors de l'Élection présidentielle camerounaise de 2025, le parti enregistre l'adhésion de Maurice Kamto et sa direction, sous Anicet Ekané investi ce dernier comme candidat du parti.

Le ministère de l'Administration territoriale du Cameroun modifie sur son site internet entre le 22 et le 23 juillet le nom du président et de l'équipe dirigeante du parti. Il passe d'Anicet Ekane à Dieudonné Yebga,. Ce dernier présente aussi sa candidature à la même élection.
| Vidéo externe |                                 |
|               | Dieudonné Yebga sur Equinoxe TV |

Dieudonné Yebga est impliqué dans plusieurs affaires médiatisées, dont le différend avec Jean Benoît Bénéfice Mevoa. Celui-ci se désolidarise et dénonce l'utilisation de son nom comme adjoint à Yebga dans la nouvelle liste sur le site web du ministère de l'Administration territoriale, en charge des partis politiques au Cameroun,,,.
| Vidéo externe |                                                                         |
|               | Jean Benoît Mevoa sur les contours de la candidature de Dieudonné Yebga |

Jean Benoît Bénéfice Mevoa diffuse des voices de ses conversations avec Dieudonné Yebga après la présentation de la candidature à l'Élection présidentielle camerounaise de 2025 de ce dernier. Jean Benoît Bénéfice Mevoa révèle être en cavale, car menacé dans sa sécurité.

## Direction

### Liste des présidents
1-Anicet Ekane 1995-2009
2- Banda Kani 2009-2010
3-Abanda Kpama 2010-2014  (décédé le 30 janvier 2014)
4-Dieudonné Yebga 2014-2015 (intérim), 2015-2018 
5-Anicet Ekane 2018-...